# Лорд-Хау (хребет)
Хребет Лорд-Хау (англ. Lord Howe Rise) — подводное плато (подводный хребет), в юго-западной части Тихого океана, тянется на северо-запад от Новой Каледонии к плато Челленджер, к западу от Новой Зеландии. На севере оканчивается в Коралловом море на 18° южной широты.

## Общие сведения
Рассматривается как продолжение палеозойских структур Новой Зеландии. К западу от него располагается Тасманийский бассейн, а восточнее — Новокаледонийский бассейн.
Длина около 2500 км, ширина до 500 км. Гребень хребта представлен плоской поверхностью шириной около 200 км, погружающаяся к северу от 480 до 1400 метров. Хребет Лорд Хау имеет площадь 1 500 000 квадратных километров, и находится на глубине от 2500 м до 1500 м ниже уровня мирового океана.
Хребет — часть Зеландии, большого континента, в настоящее время затопленного. Разлом отделил Восточную Австралию от Зеландии приблизительно 80—60 миллионов лет назад, образовав хребет, который и сейчас лежит в 800 км от Австралии.